# حفل توزيع جوائز الأوسكار الرابع والثمانون
حفل توزيع جوائز الأوسكار الرابع والثمانون (بالإنجليزية: 84th Academy Awards) هو النسخة الرابعة والثمانون من حفل توزيع جوائز الأوسكار وقد أقيم في 26 فبراير 2012، حيث قدّم بيلي كريستال فعاليات الحفل الذي استمر لمدة 3 ساعات ونصف الساعة في لوس أنجلوس. وتمّ بثّ الحفل على قناة ABC الأمريكية وDubai One وOSN وMBC2 في الشرق الأوسط وشمال أفريقيا.

## الجوائز
وُضعت أسماء الفائزين أولا وبأحرف بارزة.
| أفضل فيلم | أفضل مخرج |
| --- | --- |
| - الفنان - توماس لانغمان - الأحفاد - جيم تايلور، جيم بروك وألكساندر باين - صاخب لأقصى حد وقريب قرب لا يُصدق - سكوت رودين - تعليمات - هيوغو - مارتن سكورسيزي وغراهام كينج - منتصف الليل في باريس - ليتي ارونسون وستيفن تننباوم - كرة المال - براد بيت ومايكل دي لوكا ورايتشل هوروفيتز - شجرة الحياة - حصان حرب - ستيفن سبيلبرغ، كاثلين كينيدي | - ميشيل هازنافيسيوس - الفنان - وودي آلن - منتصف الليل في باريس - تيرنس ماليك - شجرة الحياة - ألكسندر باين - الأحفاد - مارتن سكورسيزي - هيوغو |
| أفضل ممثل | أفضل ممثلة |
| - جون دوجردان - الفنان - دميان بيشير - حياة أفضل - جورج كلوني - الأحفاد - غاري أولدمان - السمكري الخياط الجندي الجاسوس - براد بيت - كرة المال | - ميريل ستريب - المرأة الحديدية بدور مارغريت ثاتشر - غلين كلوز - ألبرت نوبز - فيولا ديفيس - تعليمات (فيلم) - روني مارا - الفتاة ذات وشم التنين (فيلم 2011) - ميشيل ويليامز - اسبوعي مع مارلين |
| أفضل ممثل مساعد | أفضل ممثلة مساعدة |
| - كريستوفر بلامر - المبتدئون - كينيث براناه - اسبوعي مع مارلين بدور لورنس أوليفيه - جونا هيل - كرة المال - نيك نولتي - محارب - ماكس فون سيدو - صاخب لأقصى حد وقريب قرب لا يُصدق | - اوكتافيا سبنسر - تعليمات - برنيس بيجو - الفنان - جيسيكا شاستاين - تعليمات - ميليسا مكارثي - الاشبينات - جنيت مكتير - ألبرت نوبز |
| أفضل كتابة (سيناريو أصلي) | أفضل كتابة (سيناريو مقتبس) |
| - منتصف الليل في باريس - وودي آلن - الفنان - ميشيل هازنافيسيوس - الاشبينات - كريستين ويج - طلب تغطية - جيفري شاندور - انفصال نادر وسمين - أصغر فرهادي | - الأحفاد - جيم راش وألكسندر باين ونيت فاكسون - هيوغو- جون لوجان - 15 مارس - جورج كلوني - كرة المال- آرون سوركين - السمكري الخياط الجندي الجاسوس- بيتر ستروجان |
| أفضل فيلم رسوم متحركة | أفضل فيلم بلغة أجنبية |
| - رانجو - غور فيربينسكي - قطة في باريس - آلان غانغول - تشيكو وريتا - فرناندو تروبا - كونغ فو باندا 2 - جنيفر يوه نيلسون - قطط ترتدي أحذية - كريس ميلر | - انفصال نادر وسمين (إيران) باللغة الفارسية - أصغر فرهادي - Michaël R. Roskamعنيد (بلجيكا) باللغة الهولندية والفرنسية - مايكل روسكام - حاشية (إسرائيل) باللغة العبرية - يوسف سيدار - في الظلمة (بولندا) باللغة البولندية - انيسكا هولند - السيد لزهر (كندا) باللغة الفرنسية - فيليب فالاردو |
| أفضل فيلم وثائقي | Best Documentary – Short Subject |
| - Undefeated – تي. مارتن ‏, Dan Lindsay, and Richard Middlemas - Hell and Back Again – Danfung Dennis and Mike Lerner ‏ - If a Tree Falls: A Story of the Earth Liberation Front – Marshall Curry and Sam Cullman - Paradise Lost 3: Purgatory – جوي بيرلينجر and Bruce Sinofsky - Pina – فيم فيندرز and Gian-Piero Ringel                    | - إنقاذ وجه – شرمين عبيد جنائي and Daniel Junge - The Barber of Birmingham: Foot Soldier of the Civil Rights Movement – Robin Fryday and Gail Dolgin - God Is the Bigger Elvis – Rebecca Cammisa and Julie Anderson - حادثة في بغداد الجديدة (فيلم 2011) – James Spione - The Tsunami and the Cherry Blossom – لوسي ووكر (مخرجة) and Kira Carstensen                                                                                              |
| جائزة الأوسكار لأفضل فيلم حي قصير | جائزة الأوسكار لأفضل فيلم رسوم متحركة قصير |
| - The Shore ‏ – تيري جورج and Oorlagh George - Pentecost – Peter McDonald ‏ and Eimear O'Kane - Raju – Max Zähle and Stefan Gieren - Time Freak – Andrew Bowler and Gigi Causey - Tuba Atlantic – Hallvar Witzø (nomination revoked)[b] | - The Fantastic Flying Books of Mr. Morris Lessmore – ويليام جويسي (كاتب) and Brandon Oldenburg - Dimanche – باتريك ديون - لا لونا – إنريكو كاساروزا ‏ - A Morning Stroll – Grant Orchard and Sue Goffe - Wild Life ‏ – Amanda Forbis and Wendy Tilby ‏ |
| أفضل موسيقى تصويرية | أفضل أغنية أصلية |
| - الفنان - لودوفيك بورس - مغامرات تان تان- جون ويليامز - هيوغو- هوارد شور - سمكري خياط جندي جاسوس- البرتو اجلسيوس فرننديز - حصان حرب- جون ويليامز | - أغنية رجل أو دمية من الدمى المتحركة - حقيقي في ريو من ريو |
| جائزة الأوسكار لأفضل مونتاج صوتي | جائزة الأوسكار لأفضل خلط أصوات |
| - Hugo – Philip Stockton and Eugene Gearty - قيادة – Lon Bender and Victor Ray Ennis - الفتاة ذات وشم التنين (فيلم 2011) – Ren Klyce - المتحولون: الجانب المظلم للقمر – Ethan Van der Ryn and Erik Aadahl - حصان حرب (فيلم) – Richard Hymns and Gary Rydstrom                                                                               | - Hugo – توم فلايشمان and John Midgley - الفتاة ذات وشم التنين (فيلم 2011) – دايفيد باركر، Michael Semanick، Ren Klyce, and بو بيرسون ‏ - كرة المال (فيلم) – ديب أدير، Ron Bochar، David Giammarco ‏, and Ed Novick - المتحولون: الجانب المظلم للقمر – غريغ بي. راسيل ‏, Gary Summers، Jeffrey J. Haboush, and Peter J. Devlin - حصان حرب (فيلم) – Gary Rydstrom، Andy Nelson ‏, توم جونسون ‏, and ستيوارت ويلسون ‏                                     |
| أفضل تصميم إنتاج | أفضل تصوير سينمائي |
| - هيوغو - دانتي فيريتي وفرانشيسكا لو شيافو - الفنان - لورانس بينيت وروبرت جولد - هاري بوتر ومقدسات الموت – الجزء 2 - ستيورات كريغ وستيفني ماكميلان - منتصف الليل في باريس - هيلين دوبروي وآن سيبل - حصان حرب - ريك كارتر ولي ساندلز | - هيوغو - روبرت ريتشاردسون - الفنان- ويليام شيفمان - الفتاة ذات وشم التنين - جيف كرونويث - شجرة الحياة- إيمانويل لوبيزكي - حصان حرب- يانوش كامينسكي |
| أفضل مكياج وتصفيف شعر | أفضل تصميم أزياء |
| - المرأة الحديدية - مارك كوليير وجاي روي هيلاند - هاري بوتر ومقدسات الموت – الجزء 2- نيك دودمان وأماندا نايت وليسا تومبلين - ألبرت نوبز | - الفنان - مارك بريدج - أنونيموس- ليسي كريستل - هيوغو- ساندي باول - جاين آير - مايكل كونور - دبليو.إي - آريان فيليبس |
| أفضل مونتاج | جائزة الأوسكار لأفضل تأثيرات بصرية |
| - الفتاة ذات وشم التنين - كيرك باكستر وأنجوس وال - الفنان - ميشيل هازنافيسيوس وآن-صوفي بيون - الأحفاد - كيفن تينت - هيوغو- ثيلما شونماكر - كرة المال- كريستوفر تليفسين | - Hugo – Rob Legato، Joss Williams، Ben Grossmann, and Alex Henning - هاري بوتر ومقدسات الموت – الجزء 2 – تيم بيرك ‏, David Vickery، Greg Butler ‏, and John Richardson ‏ - فولاذ حقيقي – Erik Nash، John Rosengrant، Danny Gordon Taylor, and Swen Gillberg - نهوض كوكب القردة – جو ليتري ‏، Dan Lemmon، R. Christopher White, and دانييل باريت ‏ - المتحولون: الجانب المظلم للقمر – سكوت فارار، Scott Benza، Matthew E. Butler, and جون فريزر (فنان) |

## روابط خارجية
- حفل توزيع جوائز الأوسكار الرابع والثمانون على موقع IMDb (الإنجليزية)
- حفل توزيع جوائز الأوسكار الرابع والثمانون على موقع ميوزك برينز (الإنجليزية)